# Forças Armadas de Cuba
As Forças Armadas Revolucionárias Cubanas (em espanhol: Fuerzas Armadas Revolucionarias — FAR) consiste de uma força militar terrestre, aérea e naval, além de milícias paramilitares territoriais (Milicias de Tropas Territoriales – MTT), Exército Juvenil do Trabalho (Ejército Juvenil del Trabajo – EJT) e as Brigadas de Produção e Defesa (Brigadas de Producción y Defensa – BPD), mais a organização de Defesa Civil (Defensa Civil de Cuba – DCC) e a Instituição de Reservas Nacionais (Instituto Nacional de las Reservas Estatales – INRE). Todos estes grupos estão subordinados ao Ministério das Forças Armadas Revolucionárias (Ministerio de las Fuerzas Armadas Revolucionarias – MINFAR).
As forças armadas são há muito tempo a instituição mais poderosa de Cuba. As FAR gerem muitas empresas em sectores económicos-chave que representam cerca de 4% da economia cubana. Estas empresas são geridas pela holding Grupo de Administração Empresarial S.A. (GAESA), que se reporta ao Ministério das Forças Armadas Revolucionárias (MINFAR). As FAR também serviram como base do ex-primeiro secretário do Partido Comunista Cubano, bem como do ex-presidente de Cuba, Raúl Castro. Em numerosos discursos, Raúl Castro enfatizou o papel das forças armadas como “parceiro do povo”.

## Generalidades
Entre 1966 e o fim da década de 1980, o governo da União Soviética apoiou irrestritamente o regime de Cuba, mantendo suas forças armadas atualizadas e bem equipadas com armamento soviético, projetando assim um dos exércitos mais poderosos da América Latina. A primeira missão militar de Cuba no exterior foi em Gana, na África, em 1961. Outra missão aconteceu na Argélia, em 1963, com uma brigada médica. Outros países também viram presença de tropas cubanas desde a década de 60, como na Síria em 1973, Etiópia em 1978, e Nicarágua e El Salvador na década de 80. A maior intervenção foi em Angola, que durou de 1975 a 1991.
O governo soviético forneceu apoio militar e financeiro a Cuba por décadas. Após a invasão da Baía dos Porcos e a crise dos mísseis, o auxílio russo aumentou consideravelmente, chegando ao seu auge nos anos 80.
Vários expurgos, por razões políticas ou criminais, aconteceram em Cuba. Notavelmente, em 1989, o governo fez uma "limpa" nas forças armadas, prendendo vários oficiais como o general Arnaldo Ochoa (figura notória no desenrolar dos eventos da Revolução Cubana), o ministro do interior, coronel Antonio de la Guardia, e o general Patricio de la Guardia, sob acusações de corrupção e tráfico de drogas. Os generais Ochoa e Antonio acabaram sendo executados. Após estas mortes, o exército foi reduzido em tamanho, e o ministério do interior passou então para o controle do então comandante-general Raúl Castro (irmão de Fidel Castro).
O poderio militar cubano caiu consideravelmente após o fim da União Soviética. As forças terrestres caíram de mais de 130 000 para 79 000 soldados. Segundo agências de inteligência dos Estados Unidos, nos anos 90, as forças armadas cubanas estavam desmoralizadas, seus equipamentos não tinham peças de reposição e estavam ficando obsoletos, mas ainda tinham boa capacidade defensiva. O governo de Cuba começou a investir mais em defesa civil.
Em 2012, o país estreitou seus laços militares com a China.

## História

### O Exército Cubano
O Exército Cubano na sua forma original foi estabelecido pela primeira vez em 1868 pelos revolucionários cubanos durante a Guerra dos Dez Anos. Em 1902, foi fundado o Exército Nacional de Cuba (em castelhano:  Ejército Nacional de Cuba) que executaria a Revolta dos Sargentos em 1933, buscando melhores condições, e depondo o presidente Gerardo Machado sob a liderança do então Sargento Fulgencio Batista. Em 1935, a força foi renomeada Exército Constitucional de Cuba (em castelhano:  Ejército Constitucional de Cuba). Sob esta designação executou o golpe-de-estado de 10 de março de 1952, colocando uma junta militar liderada por Batista no governo. O cuartelazo (quartelada) foi uma realização de habilidade organizacional consumada, com o eixo da conspiração passando pelas instalações militares da capital; as quais caíram nas mãos dos conspiradores sem resistência. Com o controlo das guarnições de Havana, as forças armadas rebeldes avançaram sobre a própria capital, alcançaram as vias levando às áreas suburbanas da cidade e, por fim, capturaram os comandos provinciais.

## Galeria

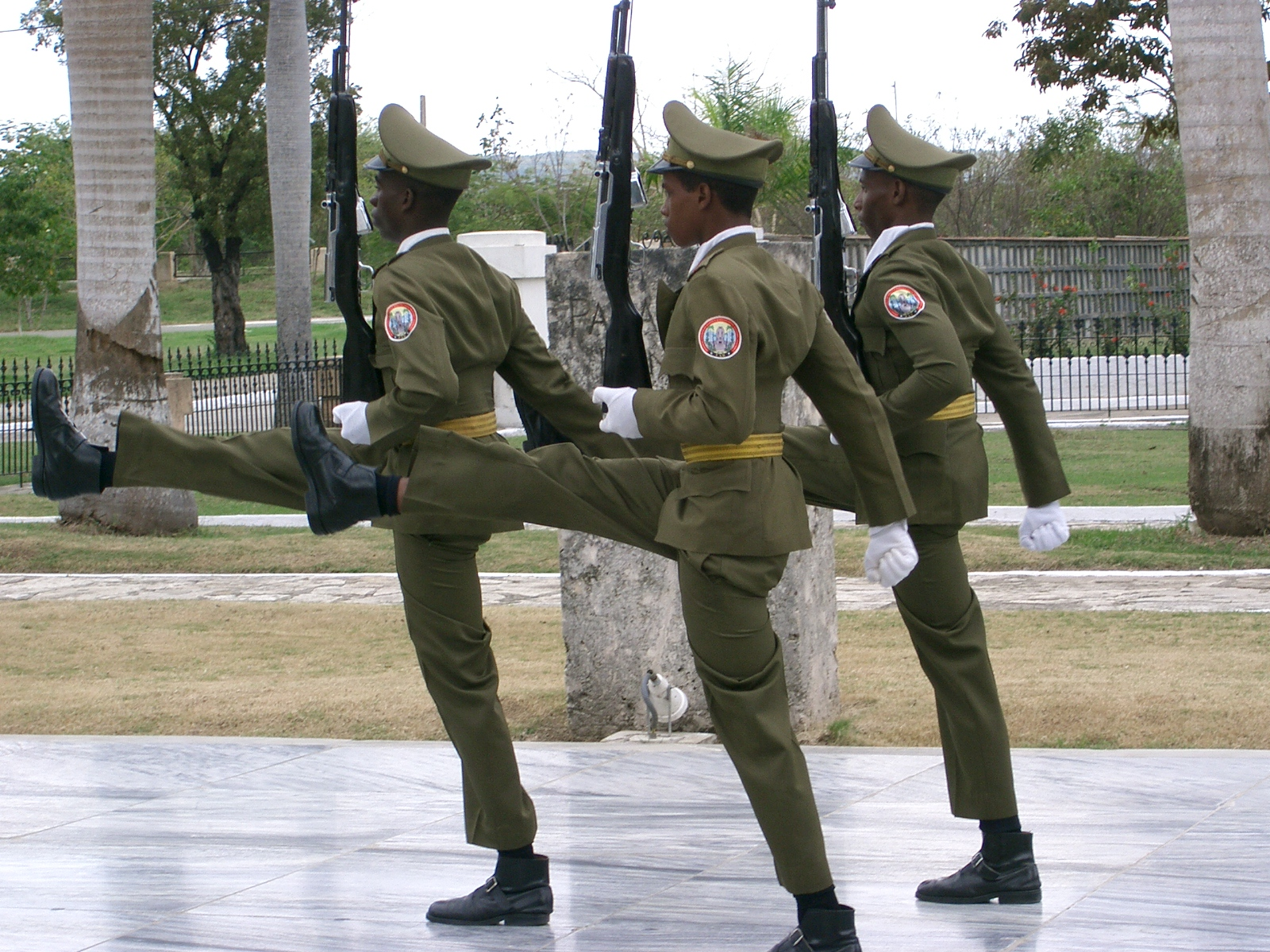
Soldados cubanos.
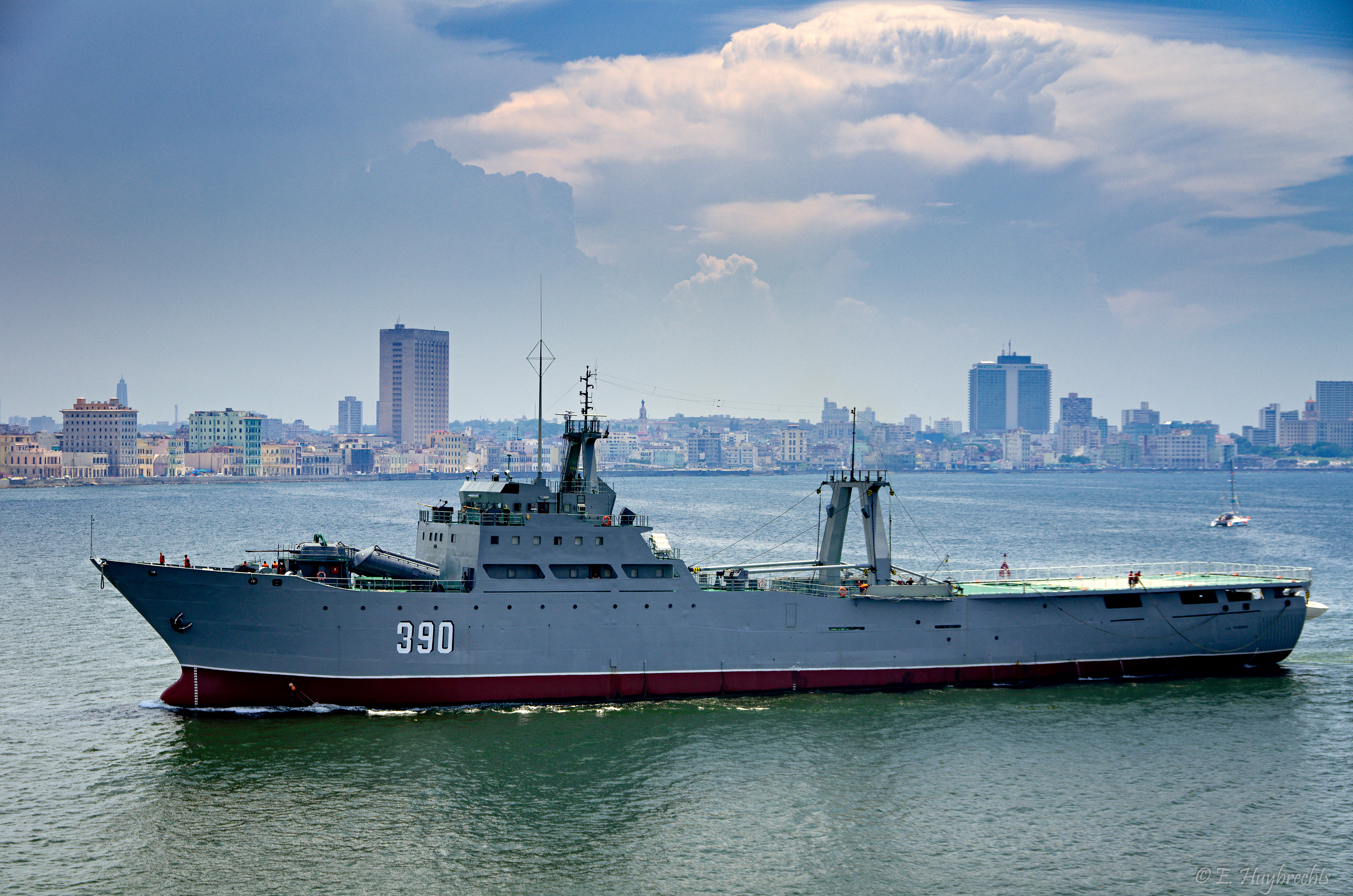
O navio Rio Damuji n° 390 da marinha.
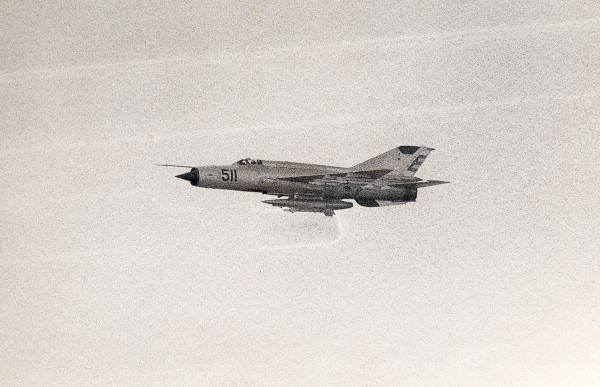
Um antigo caça MiG-21 de Cuba na década de 1980.
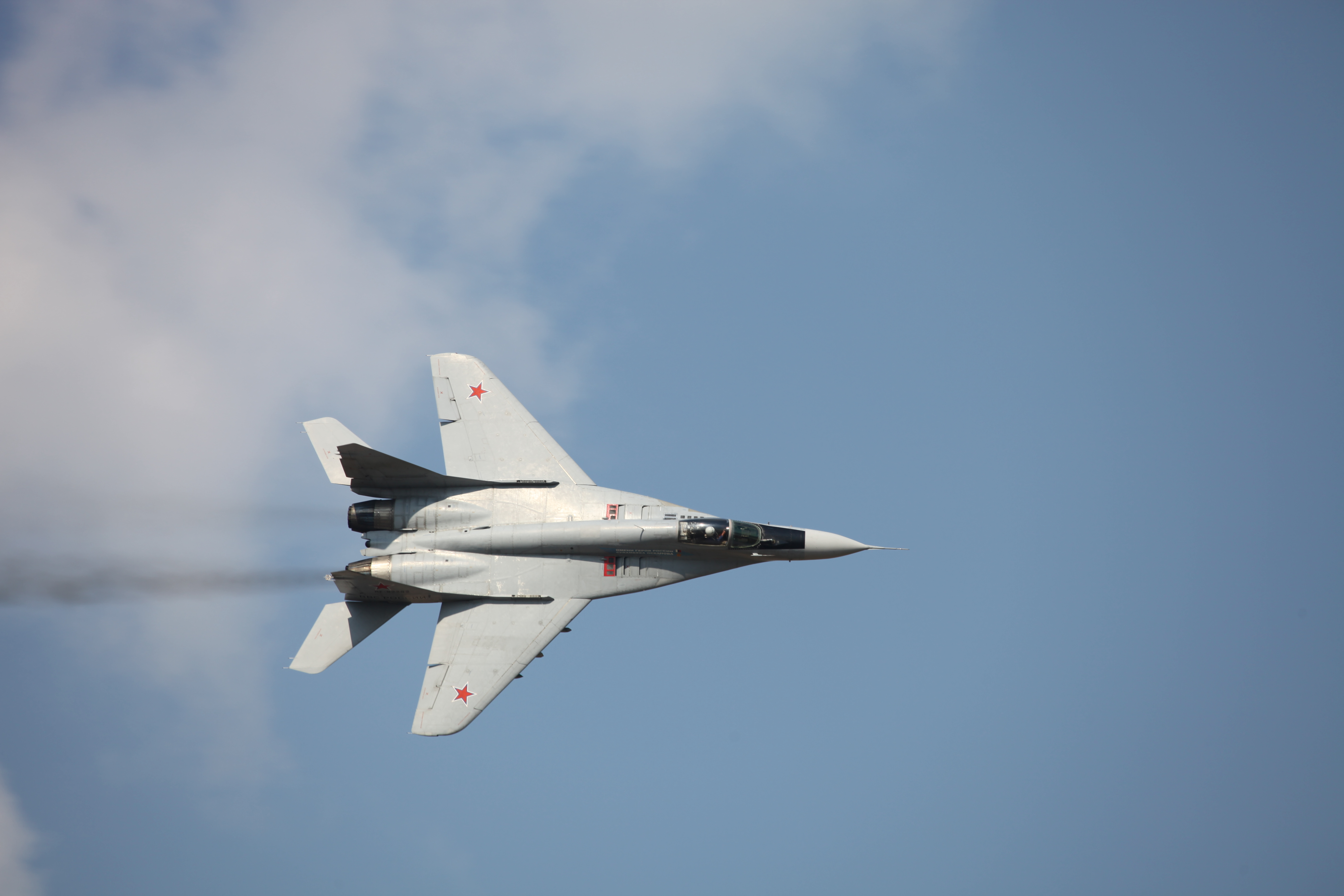
Um caça MiG-29, modelo usado pela força aérea cubana. Não se sabe se eles estão em condição de voo.
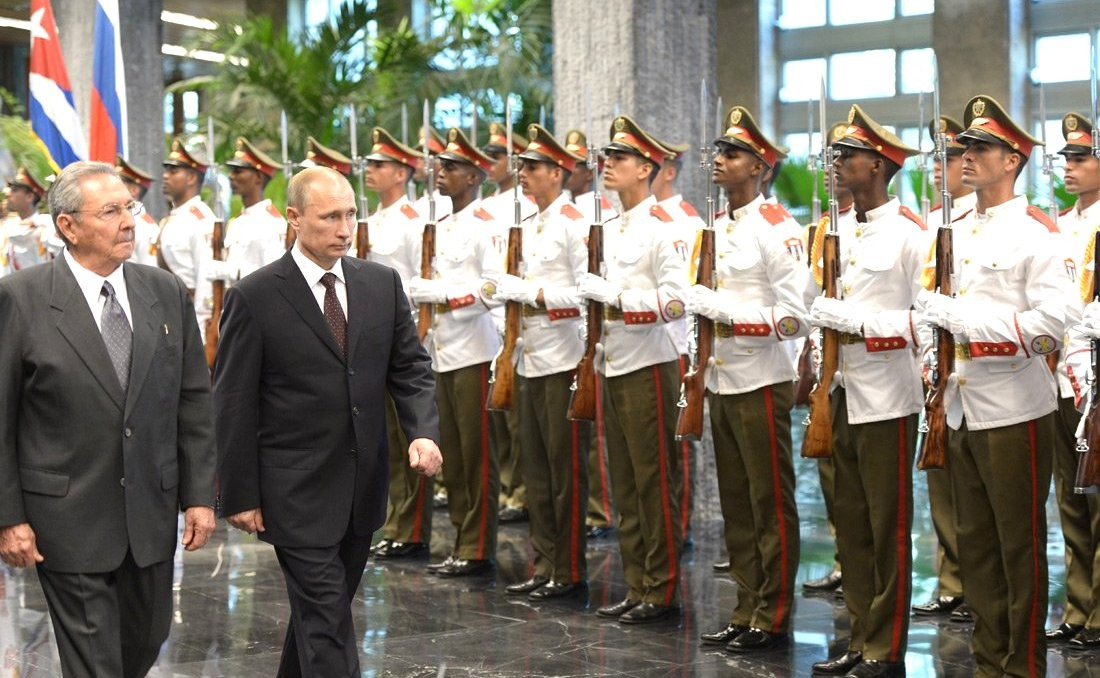
Vladimir Putin e Raúl Castro em inspeção a tropas cubanas.
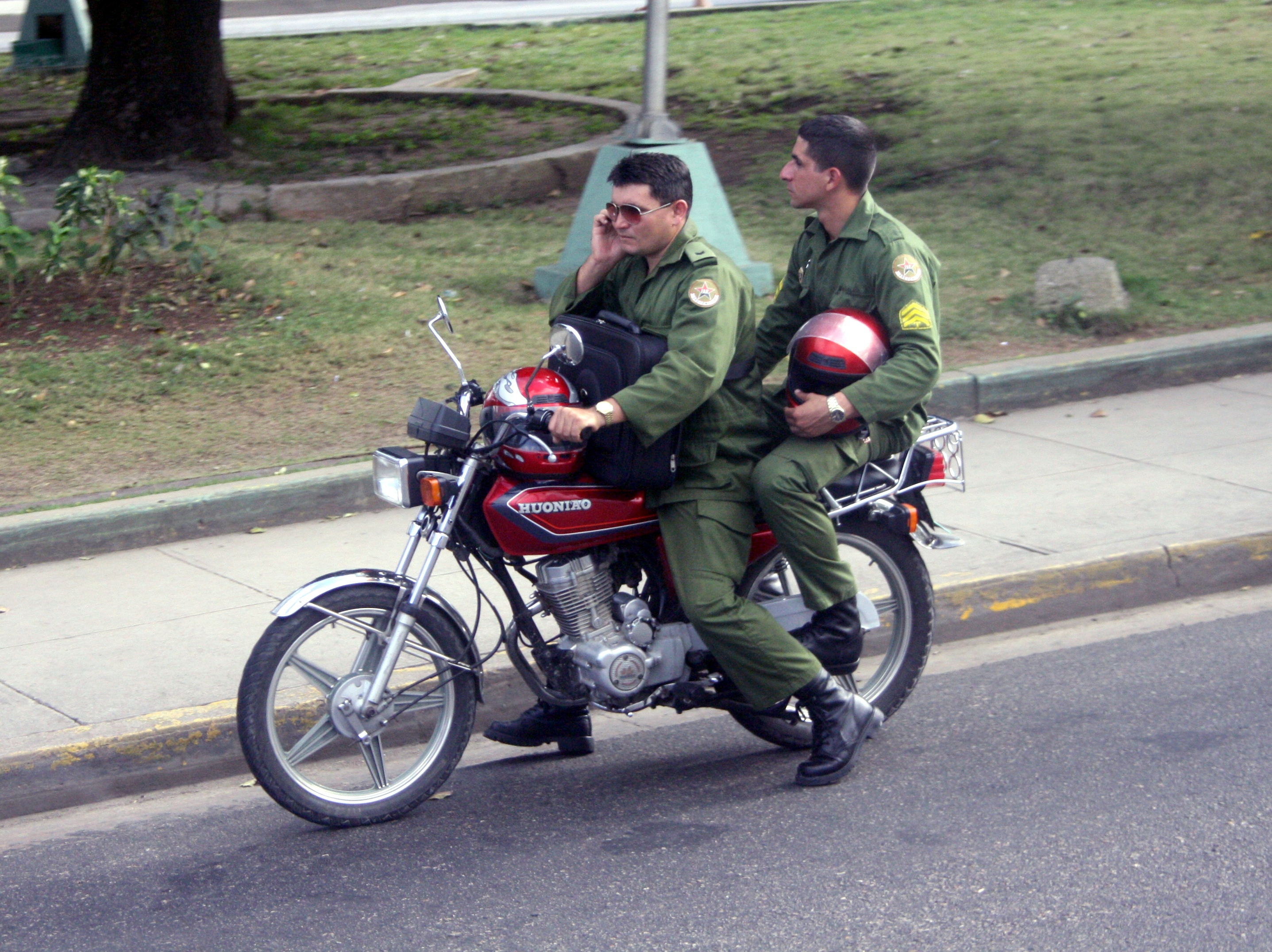
Dois militares cubanos em uma moto.
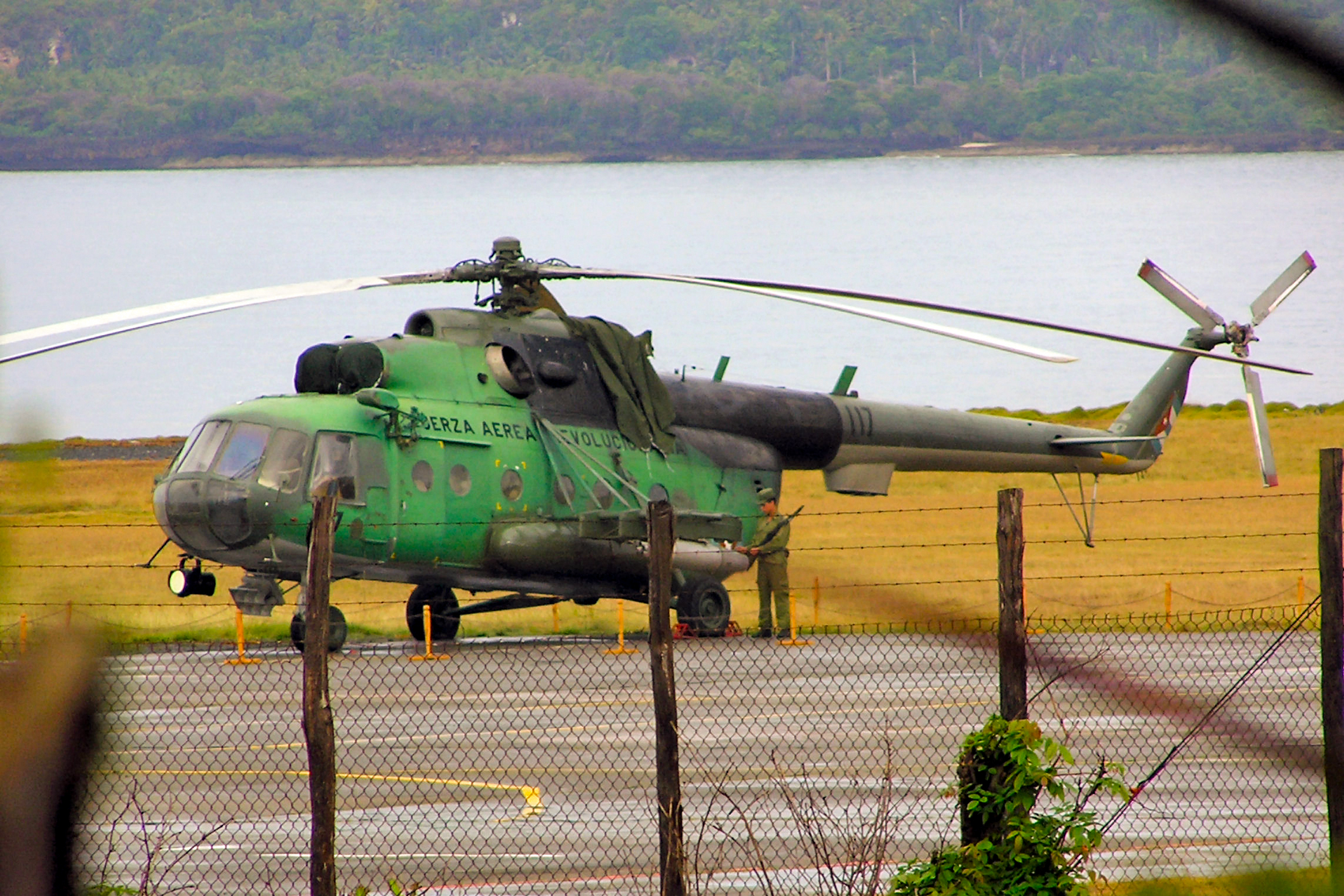
Um Mil Mi-8 da força aérea cubana.
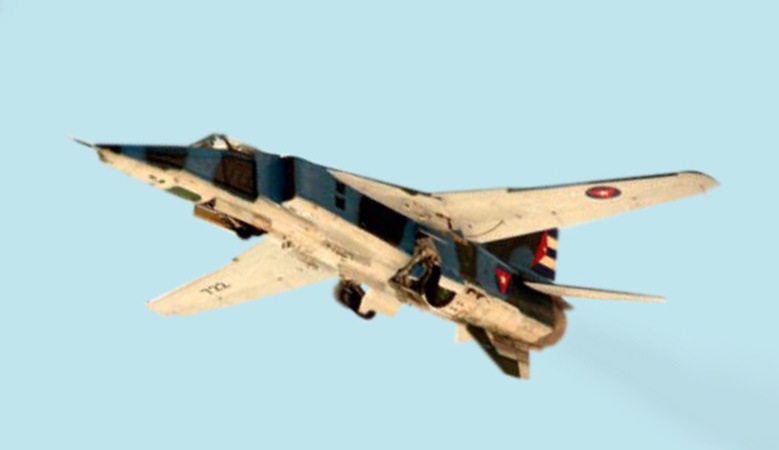
Um caça MiG-27 cubano.